# Đorđije Petrović-Njegoš
Đorđije Savov Petrović-Njegoš (cirílico: Ђорђије Савов Петровић-Његош) foi um voivova montenegrino, político e presidente do Senado Governativo de Montenegro e das Terras Altas durante o reinado do seu primo Danilo II.
Đorđije Savov era conhecido como a pessoa mais rica do seu tempo no Antigo Montenegro. Como membro da Câmara de Petrović-Njegoš, foi vice-presidente do Senado de Montenegro, de 1834 a 1853, quando substituiu o seu primo Pero Tomov Petrović-Njegoš como novo presidente. Ele serviu como presidente do senado até 1857, quando foi sucedido pelo voivoda Mirko Petrović-Njegoš.